# De Gerlache (cráter)

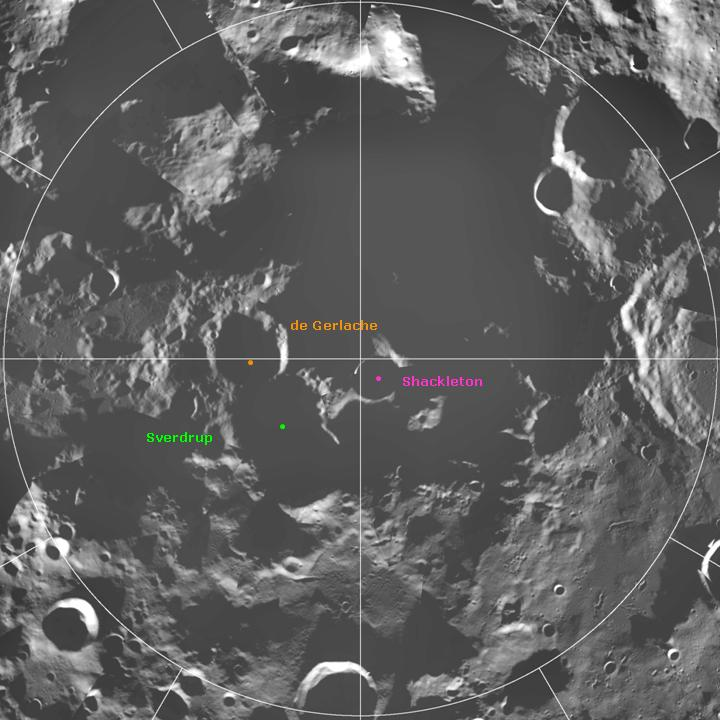
Imagen de la misión lunar Clementine

|  | De Gerlache es un cráter de impacto que se encuentra en el extremo meridional de la Luna, dentro de un diámetro del cráter Shackleton junto al polo sur del satélite. Desde la Tierra este cráter se observa en el contorno, y se encuentra en perpetua oscuridad. Por lo tanto poco o ningún detalle se puede ver de este cráter, que no sea el borde de su brocal. Sin embargo, el cráter es claramente visible en imágenes de radar con base en tierra. El cráter es más o menos circular, con un ligero desgaste. No hay cráteres que se superpongan a su borde, aunque algunas formaciones pueden estar unidas al contorno sur y oeste. El cráter fue identificado por Jean-Luc Margot y Donald B. Campbell, quienes propusieron conjuntamente el nombre a la UAI, que adoptó el nombre en el año 2000. |

|  |  |